# 江南貢院
江南貢院（こうなんこういん）は、中華人民共和国江蘇省南京市秦淮区の夫子廟地区に位置する歴史的建造物。
元来は1168年（乾道4年）、宋朝により建築された科挙の試験場であり、最盛期には中国最大の科挙試験場となった。ここから輩出された官人としては唐伯虎、鄭板橋、呉敬梓、施耐庵、 翁同龢、呉承恩、李鴻章などがいる。
現在は科挙制度についての博物館になっており科挙制度史の総合展示が行われている。試験場である「号舎」には人形を利用した当時の試験会場を再現した展示もある。

## 入場料
50元（2024年現在）

## ギャラリー

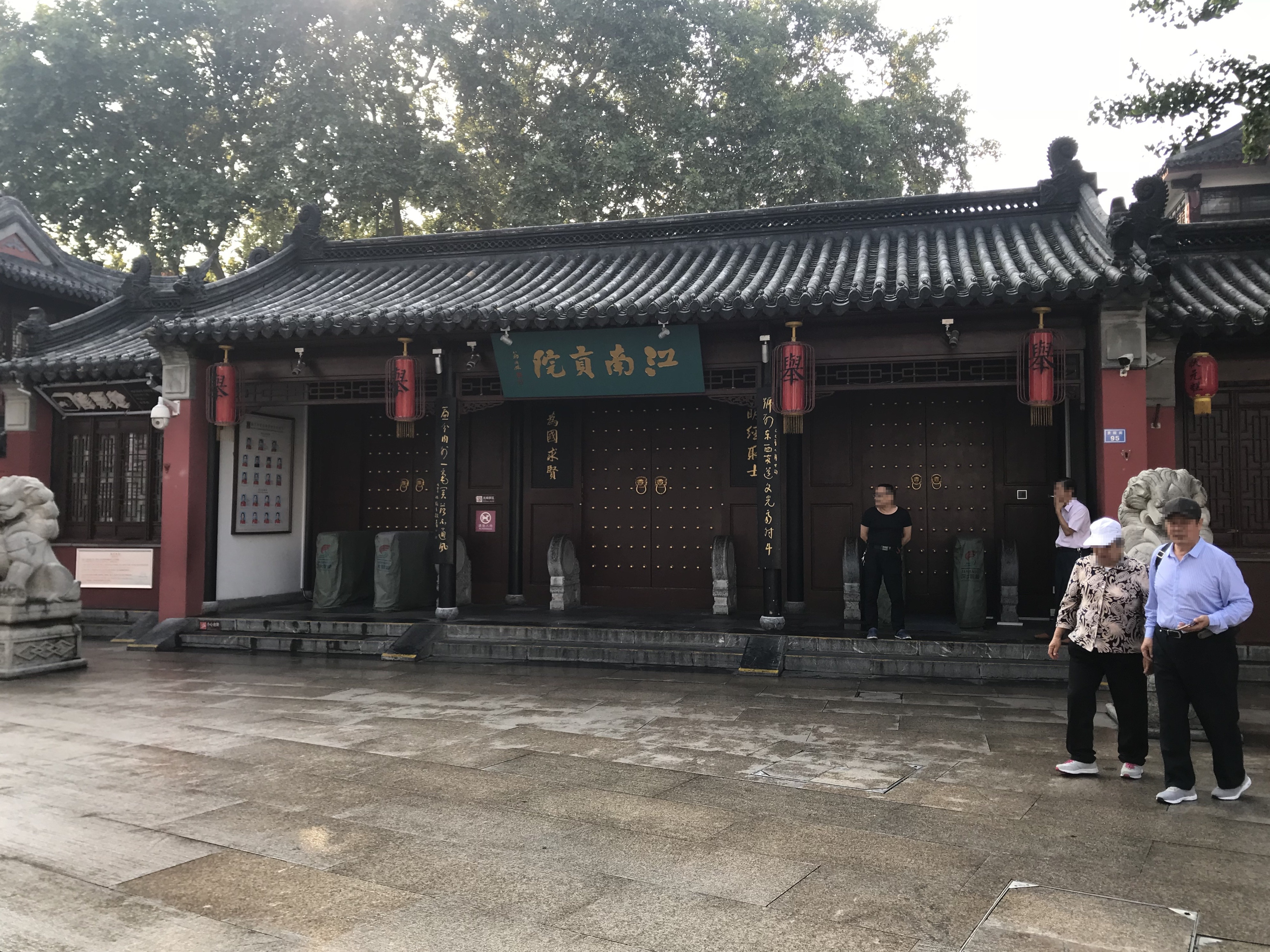
正門
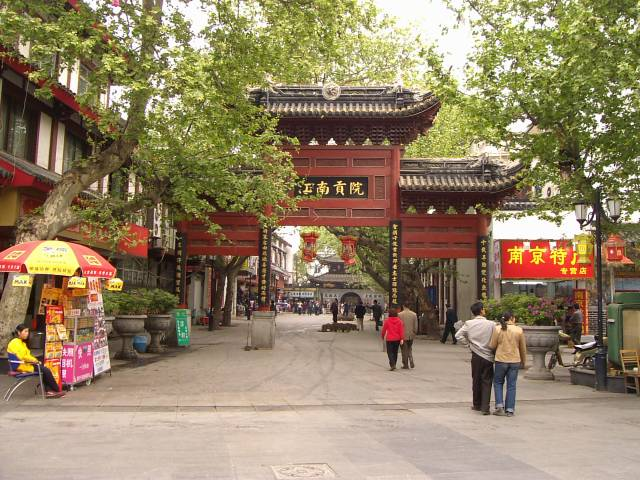
江南貢院の牌楼
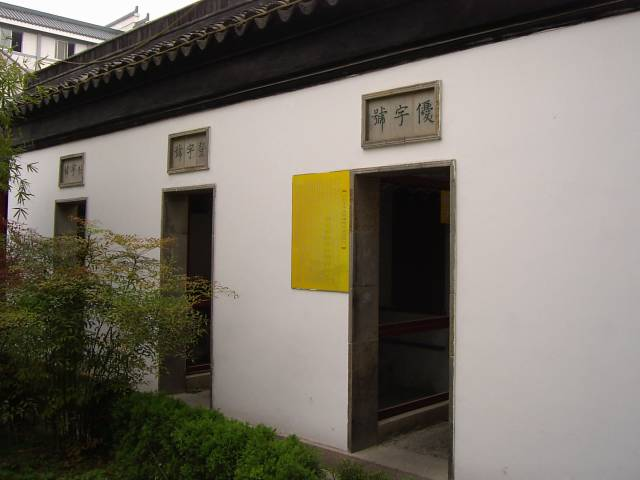
試験会場の号舎
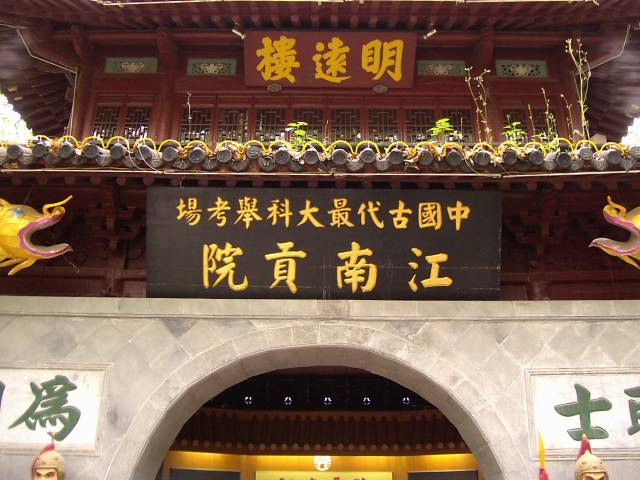

座標: 北緯32度01分26秒 東経118度47分07秒 / 北緯32.02399度 東経118.78523度